# Championnat d'Uruguay de football 1910
Navigation
Édition précédente Édition suivante
| \| Montevideo: · Central Español Fútbol Club · CURCC · Nacional · Wanderers · River Plate · Dublin · Bristol · French · Libertad Montevideo \| Localisation des clubs engagés dans le championnat. |
| Montevideo: · Central Español Fútbol Club · CURCC · Nacional · Wanderers · River Plate · Dublin · Bristol · French · Libertad Montevideo                                                           |

La 10e édition du championnat d'Uruguay de football est remportée par le River Plate Football Club. C’est le deuxième titre de champion du club. River Plate l’emporte avec 2 points d’avance sur le CURCC. Club Nacional de Football complète le podium. 
Avec la relégation de Colón Fútbol Club et d’Oriental et le retrait de l’ Athletic Montevideo, le championnat passe de 11 à 9 équipes.
Tous les clubs participant au championnat sont basés dans l’agglomération de Montevideo.

## Les clubs de l'édition 1910
| Club                                 | Stade         | Capacité | Ville      |
| ------------------------------------ | ------------- | -------- | ---------- |
| Bristol Football Club                | -             | -        | Montevideo |
| Central Español Fútbol Club          | -             | -        | Montevideo |
| Central Uruguay Railway Cricket Club | Villa Peñarol | -        | Montevideo |
| Dublin Football Club                 | -             | -        | Montevideo |
| French Football Club                 | -             | -        | Montevideo |
| Libertad                             | -             | -        | Montevideo |
| Montevideo Wanderers Fútbol Club     | -             | -        | Montevideo |
| Club Nacional de Football            | -             | -        | Montevideo |
| River Plate Football Club            | -             | -        | Montevideo |

## Compétition

### Classement
Le classement est établi sur le barème de points suivant : victoire à 2 points, match nul à 1, défaite à 0.
| Rang | Équipe                      | Pts | J  | G  | N | P  | Bp | Bc | Diff |
| ---- | --------------------------- | --- | -- | -- | - | -- | -- | -- | ---- |
| 1    | River Plate                 | 26  | 16 | 11 | 4 | 1  | 33 | 10 | +23  |
| 2    | CURCC                       | 24  | 16 | 10 | 4 | 2  | 32 | 12 | +20  |
| 3    | Club Nacional de Football   | 22  | 16 | 10 | 2 | 4  | 32 | 14 | +18  |
| 4    | Montevideo Wanderers T      | 20  | 16 | 9  | 2 | 5  | 24 | 15 | +9   |
| 5    | Central Español Fútbol Club | 16  | 16 | 6  | 4 | 6  | 17 | 24 | -7   |
| 6    | Dublin Football Club        | 12  | 16 | 4  | 4 | 8  | 20 | 26 | -6   |
| 7    | Libertad                    | 12  | 16 | 4  | 4 | 8  | 17 | 23 | -6   |
| 8    | Bristol Football Club       | 7   | 16 | 3  | 1 | 12 | 16 | 44 | -28  |
| 9    | French Football Club        | 5   | 16 | 2  | 1 | 13 | 15 | 38 | -23  |

| Légende : Qualifications et relégations | Légende : Qualifications et relégations |
| --------------------------------------- | --------------------------------------- |
|                                         | Champion d’Uruguay                      |
|                                         | Relégation en deuxième division         |
|                                         | T : Tenant du titre P : Promus          |

## Bilan de la saison
| Championnat d'Uruguay de football 1910                             |                                      |
| Champion                                                           | River Plate Football Club (2e titre) |
| Promotions et relégations                                          |                                      |
| Promus en Primera División                                         | Aucun                                |
| Relégués en Championnat d'Uruguay de football de deuxième division | French Football Club                 |